# بند محمد عبد الله (إسماعيل خاني)
بند محمد عبد الله (إسماعيل خاني) (بالفارسية: بند محمدعبدالله) هي قرية تقع في إيران في قسم دشتي إسماعيل خاني الريفي.